# Me (kana)
A hiragana め, katakana メ, Hepburn-átírással: me, magyaros átírással: me japán kana. A hiragana és a katakana is a 女 kandzsiból származik. A godzsúonban (a kanák sorrendje, kb. „ábécérend”) a 34. helyen áll. Dakutennel és handakutennel képzett alakja nincs.
|          | Hepburn és magyaros | Hiragana (Unicode) | Katakana    |
| -------- | ------------------- | ------------------ | ----------- |
| Alapalak | me                  | め (U+3081)        | メ (U+30E1) |

## Vonássorrend
|  |  |
|  |  |